# Ștefan cel Mare, Călărași
Ștefan cel Mare là một xã thuộc hạt Călărași, România. Dân số thời điểm năm 2002 là 3261 người.